# Jean Coutte
Jean Coutte (ur. w 1918, zm. w 1969 w Compiègne) – francuski szermierz, srebrny medalista mistrzostw świata.
Podczas mistrzostw świata w Pieszczanach w 1938 roku Francuzi w składzie: René Bougnol, Jéhan de Buhan, Jean Coutte, Édward Gardère i Charley Lion zdobyli srebrny medal we florecie drużynowym. Był to jego jedyny medal w zawodach tego cyklu.
Nigdy nie wziął udziału w igrzyskach olimpijskich. 